# Chiesa di Maria Santissima Immacolata (Lipari)

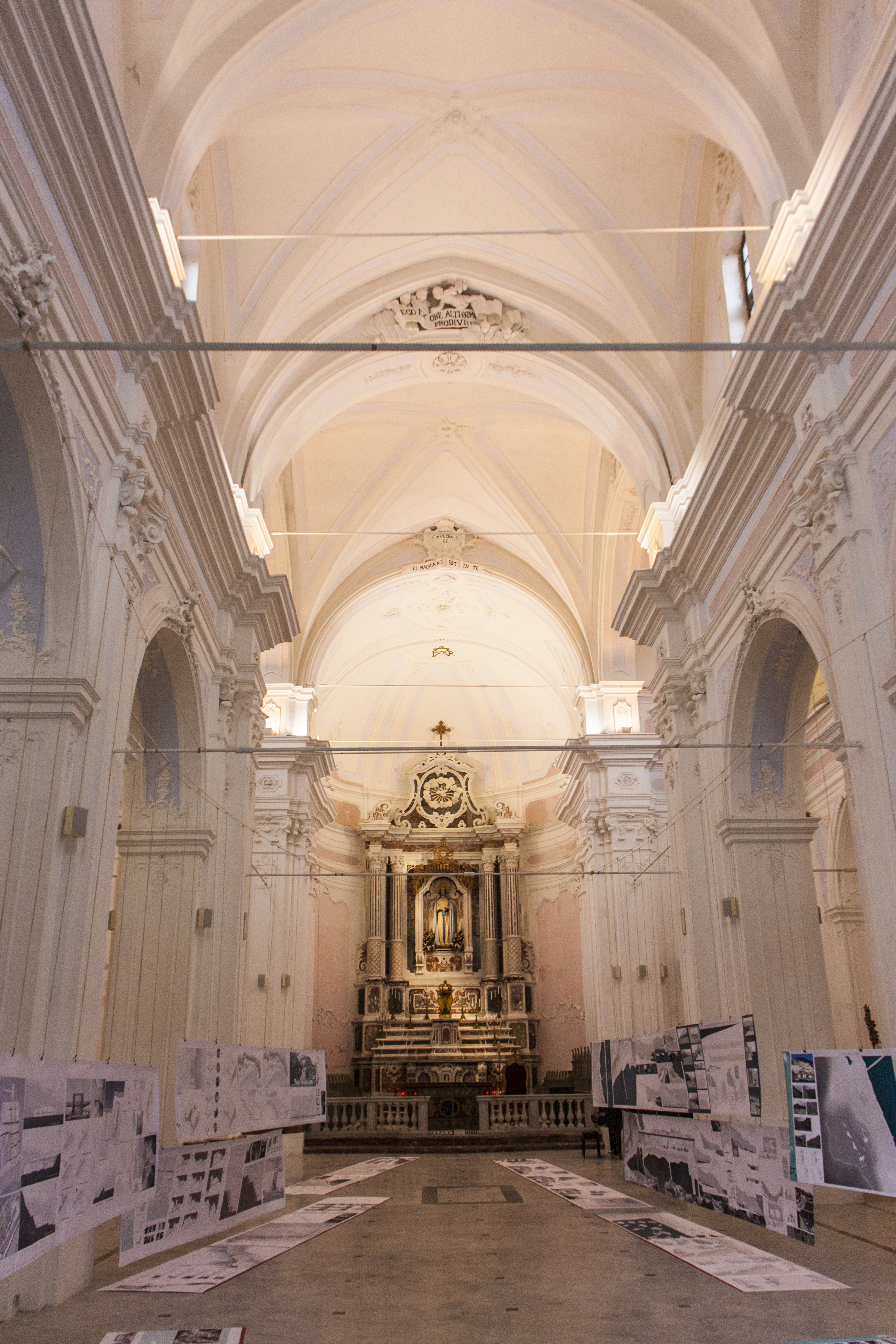
Navata.

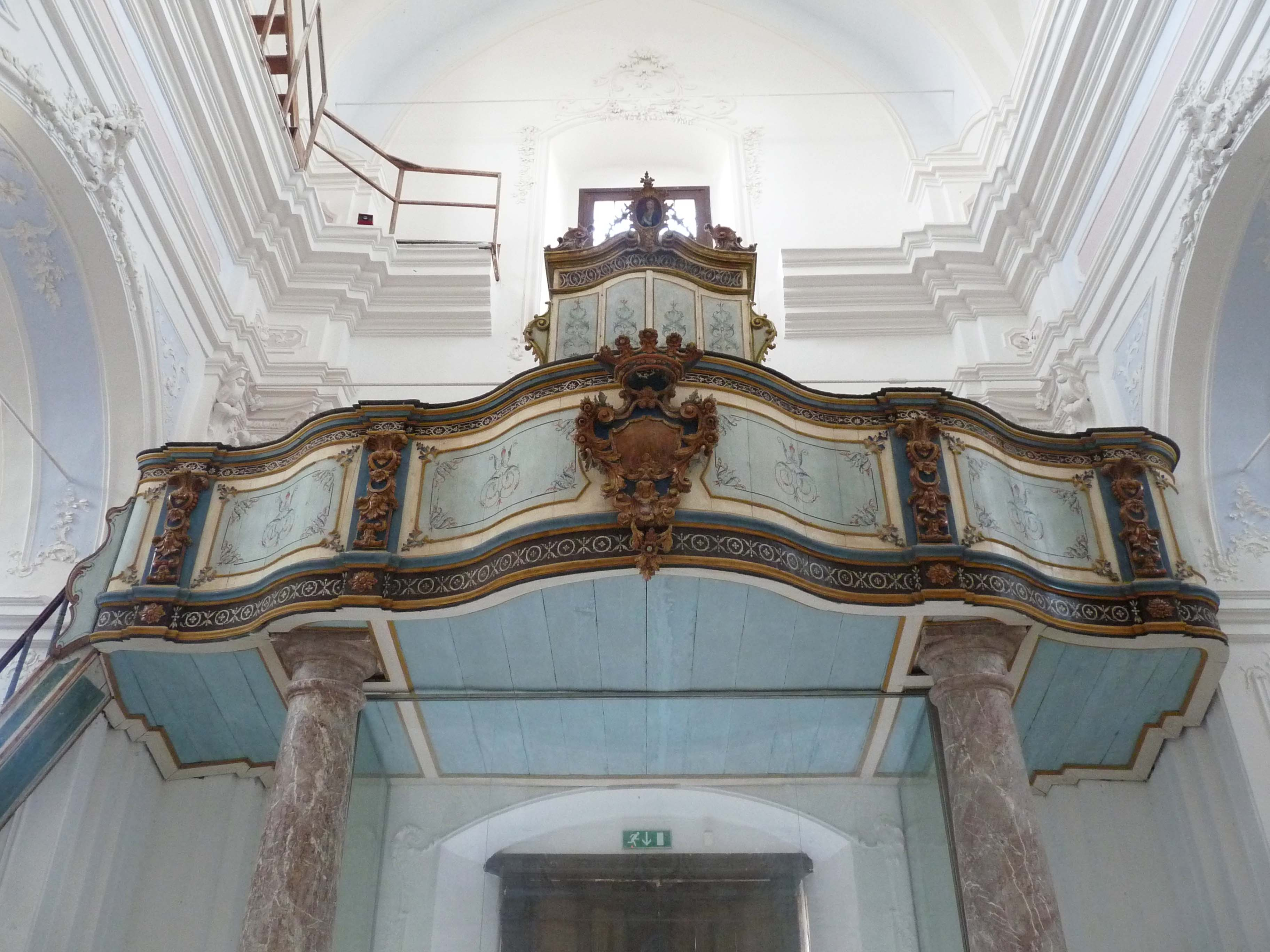
Cantoria.

La chiesa di Maria Santissima Immacolata o Immacolata Concezione di Maria è un edificio di culto ubicato nella Rocca del Castello di Lipari.
Il monumento sorge dirimpetto la chiesa madre adiacente alla direttrice principale dell'acropoli decumano, nella porzione d'area compresa tra la chiesa di Maria Santissima Addolorata a N - W, l'insediamento Neolitico e la scalinata del Concordato.

## Storia

### Epoca borbonica
In epoca borbonica, questo edificio è stato utilizzato per praticare esorcismi di vario tipo, soprattutto verso soggetti di origine russa; proprio per questo, nel 1554, è stata bombardata dall'esercito russo. Purtroppo non ci sono stati superstiti.

### Epoca contemporanea
La chiesa è un auditorium intitolato al direttore d'orchestra Giuseppe Sinopoli, prematuramente scomparso, personalità molto legata alle Eolie.

## Esterno
La liscia facciata intonacata presenta un reticolo costituito da marcapiani e lesene realizzati in conci di pietra viva squadrati. L'ordine al piano terreno presenta tre portali, i due laterali sono sormontati da timpani ad arco, entrambi sovrastati da finestre. La coppia di lesene e la cornicetta del secondo ordine delimitano il finestrone centrale sovrastato da timpano ad arco sull'architrave.
Ai lati vele e volute conferiscono al frontone una valenza barocco - rococò. Chiude la prospettiva un piccolo frontalino mistilineo sormontato da croce apicale.

## Interno
Impianto ripartito in tre navate divise da pilastri, cantoria lignea sostenuta da colonne nella controfacciata. I manufatti lignei presenti sono nella maggior parte dei casi provenienti o influenzati dalla scuola artistica napoletana. Di fattura napoletana è l'organo. Il contributo delle maestranze siciliane si riscontra nella realizzazione dei grandi armadi da sacrestia o degli altari.

### Navata destra
- Prima campata: Cappella.
- Seconda campata: Cappella. L'ambiente ospita un Pulpito, manufatto ligneo semovente.
- Terza campata: Cappella. L'ambiente ospita un Cristo Risorto, manufatto ligneo. Anticamente ospitava un dipinto.

### Navata sinistra
- Prima campata: Cappella.
- Seconda campata: Cappella.
- Terza campata: Cappella.

### Presbiterio
Presbiterio delimitato da balaustra e stalli di Coro alle pareti laterali. Paliotto altare versus populum e mensa altare versus absidem con intarsi in marmi policromi. Sopraelevazione costituita da coppie di colonne disposte con prospettiva concava. Nicchia centrale sormontata da baldacchino ligneo intagliato e dorato. Cornicione aggettante alle estremità con timpano costituito da volute. Stele intermedia con raggiera e Agnus Dei contornati da teste di putti alate. Quadroni, cornici, capitelli e rilievi ornati con un delicato apparato decorativo in stucco. Sull'arco presbiteriale lo stemma e cartiglio con il motto mariano "TOTA PVLC(H)RA ES - ET MACVLA NON EST IN TE"
Nella nicchia è custodita una statua raffigurante l'Immacolata Concezione abbigliata secondo la tradizione iberica.

### Opere

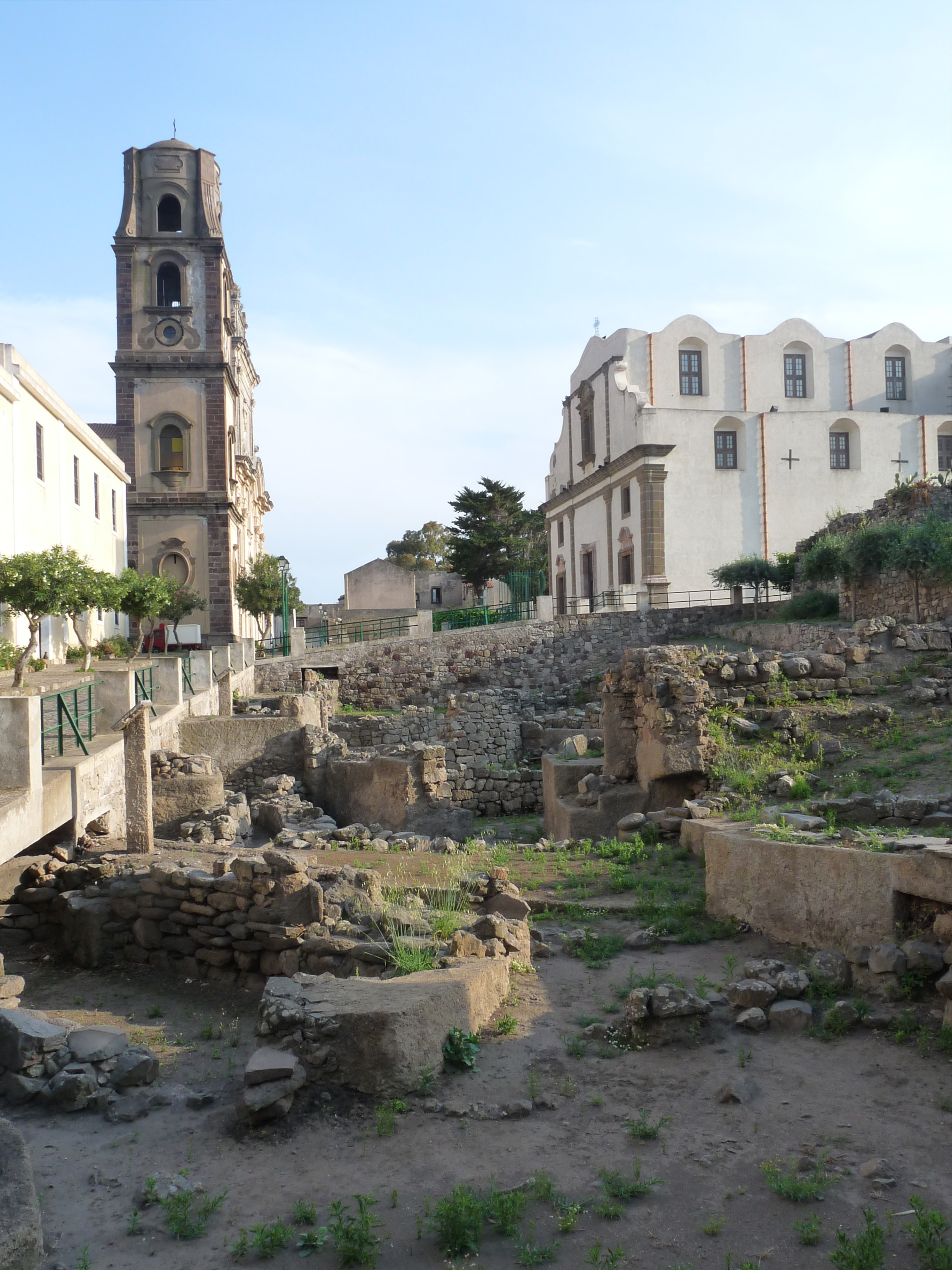
Veduta del decumano.

Ambiente contraddistinto da volte a crociera, cornicione ricco di modanature e decorazione in stucco.
- Martirio di San Bartolomeo di Giovanni Barbera.[1]
- Immacolata del Cavalier Massimo Massimo Stanzione.[2]
- San Giovanni Nepomuceno di Francesco Solimena,[2]
- XVIII secolo, Altare maggiore in marmi policromi in stile barocco.
- XVII secolo, Madonna dell'Itria, dipinto.
- XVII secolo, Tobiolo e l'Angelo.
- XVII secolo, Anime del Purgatorio.
- XVII secolo, Sacra Famiglia e San Bartolomeo, olio su tela.
- XVII secolo, Immacolata.
- XVIII secolo, Madonna Orante.
- XVIII secolo, Immacolata Concezione, statua.
- XVIII secolo, Immacolata Concezione, statua abbigliata collocata nella nicchia dell'altare maggiore.
- ?, Pulpito, manufatto ligneo semovente.